# چاه ماری (بهبهان)
چاه ماری (بهبهان)، روستایی از توابع بخش مرکزی شهرستان بهبهان در استان خوزستان ایران است.

## جمعیت
این روستا در دهستان حومه قرار دارد و براساس سرشماری مرکز آمار ایران در سال ۱۳۸۵، جمعیت آن ۱۰ نفر (۵خانوار) بوده‌است.